# Thomas Coke (8e comte de Leicester)
Pour les articles homonymes, voir Thomas Coke et Coke.
Thomas Edward Coke, 8e comte de Leicester (né le 6 juillet 1965), est le fils d'Edward Coke (7e comte de Leicester), et de Valeria Phyllis Potter. Il est l'actuel comte de Leicester. De 1994 à 2015, lorsqu'il accède au comté, il est titré vicomte Coke.

## Éducation et carrière

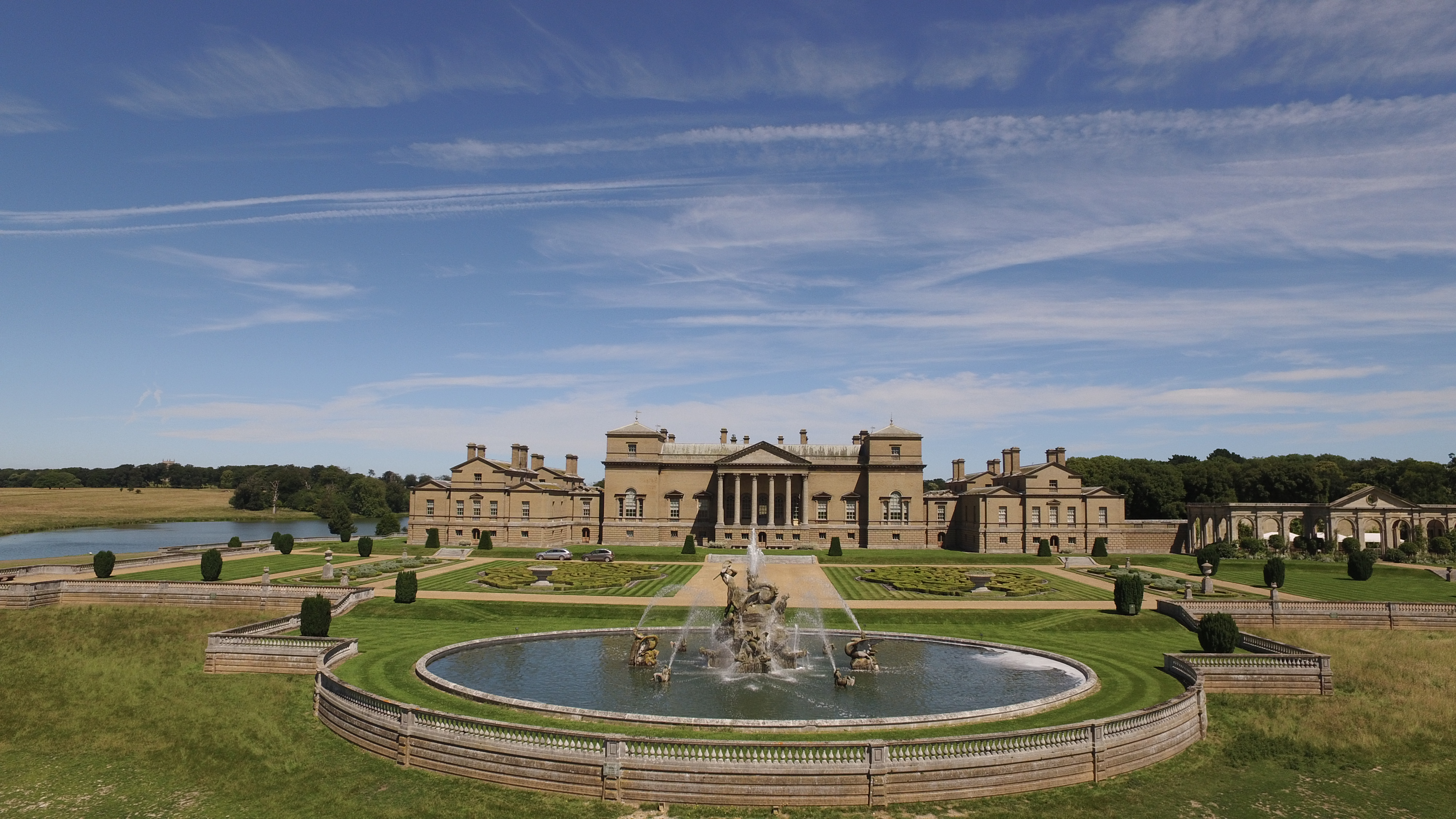
Holkham Hall, Norfolk

Lord Leicester fait ses études à la Beeston Hall School et au Collège d'Eton. Entre 1979 et 1981, il est Page d'honneur de la reine Élisabeth II. Il est diplômé de l'Université de Manchester avec un Bachelor of Arts. En 1987, il est officier dans les Scots Guards. Entre 1991 et 1993, il sert comme écuyer du duc de Kent. Il dirige maintenant le domaine familial à Holkham Hall. En 2021, il rejoint la Chambre des Lords après avoir remporté une élection partielle pour les conservateurs.

## Mariage et famille
Lord Leicester épouse le 21 décembre 1996 Polly Maria Whately (née en 1967), la plus jeune fille du financier David Whately et de sa femme Belinda Belville, des concepteurs Bellville Sassoon. Lady Leicester, par sa mère, est une cousine germaine de l'architecte d'intérieur Cath Kidston. Elle est modiste de profession.
Ils ont un fils et trois filles :
- Lady Hermione Belinda Coke (née le 29 décembre 1998)
- Lady Juno Carey Coke (née le 21 octobre 2000)
- Edward Horatio Coke, vicomte Coke (né le 11 juin 2003)
- Lady Elizabeth Coke (née le 7 janvier 2006)